# 谷川萌々子
谷川 萌々子（たにかわ ももこ、2005年5月7日 - ）は、愛知県名古屋市緑区出身の女子サッカー選手。FCバイエルン・ミュンヘン所属。サッカー日本女子代表。ポジションはミッドフィールダー（主にボランチ）。JFAアカデミー福島13期生。

## 来歴

### ユース
小学校時代は名古屋FCレディースから名古屋グランパスのサッカースクール選抜チームであるグランパスみよしでプレーし、愛知県サッカー協会から2017年度年間優秀選手に選ばれて表彰された。
2018年度JFAアカデミー福島女子セレクションに合格し、入校。それと同時に福島県立ふたば未来学園中学校（三島長陵校舎）に進学。

### シニア

#### FCローゼンゴード
2024年1月11日、女子ブンデスリーガのFCバイエルン・ミュンヘンは、JFAアカデミー福島からの加入を発表した。
2024年シーズンはスウェーデン・ダームアルスヴェンスカンのクラブFCローゼンゴードに期限付きで移籍し、背番号「10」を背負うことになり、カップ戦では4試合で3ゴールを記録。リーグ戦では開幕戦からの7試合（出場試合に限れば9試合）連続ゴールを含めて、20試合の出場で16ゴールを挙げ、ボランチながら得点王を獲得。チームも25勝1敗で優勝を果たした。

#### FCバイエルン・ミュンヘン
2024年11月19日、2025年1月からバイエルンへの復帰が発表、翌2025年1月1日にはクラブ公式サイトにプロフィールが掲載された。なお、スウェーデン・ダームアルスヴェンスカンが春秋制なのに対し、女子ブンデスリーガは秋春制である為、シーズン途中からの合流となった。
2025年2月9日、ホッフェンハイム戦で、アディショナルタイム1分での途中出場ながらブンデスリーガ初出場を果たす。直後の2月12日に行われた女子DFBポカール準々決勝のフランクフルト戦も後半40分からの交代出場だったが、延長戦突入後にバイエルン加入後初得点を含む1ゴール1アシストの活躍を見せ、4-1の勝利に貢献した。
2025年5月、ポルトガルで開かれた欧州クラブチームによる7人制サッカーの大会、
第1回ワールド・セブンズ・フットボール(W7F)にバイエルンのメンバーとして参加、チームは5戦全勝で優勝を果たし、谷川個人としては4ゴール3アシストで得点王(ゴールデンボール)および大会MVP（ゴールデンブーツ）を獲得した。

### 代表
2022年、FIFA U-17女子ワールドカップ インド大会に出場するU-17サッカー日本女子代表に選出され、4試合全てに先発出場。タンザニア戦で直接フリーキック、スペイン戦で先制のロングシュートを決めるなど、全試合で得点を挙げ（計4得点）シルバーブーツを獲得した。
2023年5月、U-19の国際大会・シュッド・レディース・カップに日本女子代表として選ばれて出場。チームは全勝優勝を飾るとともに、個人として最優秀選手(MVP)および得点王（計3得点）に選出された。
2023年6月、2023 FIFA女子ワールドカップに挑む女子A代表（なでしこジャパン）にトレーニングパートナーとして帯同。同年7月14日のパナマ代表戦（親善試合）にて、高校生ながらA代表に初招集されるも、この試合では出場機会は無かった。同年9月、第19回アジア競技大会に日本代表として選出、5試合に先発出場し5得点をあげるなど、チームの大会2連覇に貢献した。
同年11月24日、ブラジル代表との国際親善試合を連戦する遠征メンバーとして、A代表に再度招集を受ける。11月30日の第1試合にて後半23分から出場し、A代表デビューを果たした。
2024年4月6日、2024 シービリーブスカップ・アメリカ代表戦にて初先発、清家貴子による試合開始34秒での先制ゴールをアシストした。前半のみの出場となりチームも逆転負けを喫したが、アメリカ代表が開始1分以内に失点を喫したのは、2003年以来のことだった。
同年6月14日、2024年パリオリンピックに出場するなでしこジャパンメンバーに選出された。同年7月28日に行われたグループステージ第2戦・ブラジル戦にて後半35分から途中出場、オリンピック初出場を果たした。同試合ではアディショナルタイム突入間際に、ペナルティエリア内への切込みでハンドを誘発し、熊谷紗希の同点ゴールを生むPKを獲得。さらに後半アディショナルタイム5分には、決勝点となるダイレクトミドルシュートを決め、A代表初ゴールを達成すると共に逆転勝利の立役者となった。19歳2ヶ月21日でのゴールは男女通じてオリンピックにおける日本代表の10代選手初ゴールであり、直前のグループステージ第1戦・スペイン戦でMF藤野あおばが記録した20歳5ヶ月の女子の最年少記録を塗り替えるものだった。
2025年2月24日、2025 シービリーブスカップの第2節コロンビア代表戦では、同大会の歴代最速となる試合開始から18秒でゴールをマークした。

## 人物
- サッカーを始めたきっかけは、2011年女子ワールドカップにおけるなでしこジャパンの優勝である[27]。
- 「ロングキック」を自身のストロングポイントの1つに挙げている[28]。ロングシュートやミドルシュートも得意とし、国際大会では2022年女子U-17W杯・スペイン戦、2023年アジア大会[29]・北朝鮮戦、2024年パリ五輪・ブラジル戦などでペナルティエリア外からゴールを決めている。
- 「左右差のないキック[30]」もストロングポイントに挙げており、精度比について本人は「右足が6で左足が4」と称している[31]。上記のうちU-17W杯・スペイン戦、アジア大会・北朝鮮戦の他、FCローゼンゴードでのリーグ戦初ゴール、FCバイエルン・ミュンヘンでの初ゴール等が左足でのシュートだった。プレースキックを任されることの多かったFCローゼンゴード在籍時には、コーナーキックでも状況によって左右を使い分けていた。

## 個人成績

### クラブ
| クラブ                 | シーズン     | リーグ                   | 背番号 | リーグ戦 | リーグ戦 | カップ戦 | カップ戦 | リーグ杯 | リーグ杯 | UEFA | UEFA | 合計 | 合計 |
| クラブ                 | シーズン     | リーグ                   | 背番号 | 出場     | 得点     | 出場     | 得点     | 出場     | 得点     | 出場 | 得点 | 出場 | 得点 |
| ---------------------- | ------------ | ------------------------ | ------ | -------- | -------- | -------- | -------- | -------- | -------- | ---- | ---- | ---- | ---- |
| JFAアカデミー福島      | 2018         | チャレンジEAST           | 32     | 0        | 0        | 0        | 0        | —        | —        | —    | —    | 0    | 0    |
| JFAアカデミー福島      | 2019         | チャレンジEAST           | 25     | 3        | 0        | 0        | 0        | —        | —        | —    | —    | 3    | 0    |
| JFAアカデミー福島      | 2020         | チャレンジEAST           | 20     | 6        | 0        | 1        | 0        | —        | —        | —    | —    | 7    | 0    |
| JFAアカデミー福島      | 2021         | なでしこ2部              | 14     | 14       | 7        | 1        | 0        | —        | —        | —    | —    | 15   | 7    |
| JFAアカデミー福島      | 2022         | なでしこ2部              | 7      | 15       | 7        | 1        | 0        | —        | —        | —    | —    | 16   | 7    |
| JFAアカデミー福島      | 2023         | なでしこ2部              | 10     | 13       | 5        | 1        | 1        | —        | —        | —    | —    | 14   | 6    |
| JFAアカデミー福島      | 通算         | 通算                     | 通算   | 51       | 19       | 4        | 1        | 0        | 0        | 0    | 0    | 55   | 20   |
| ローゼンゴード         | 2024         | ダームアルスヴェンスカン | 10     | 20       | 16       | 4        | 3        | —        | —        | -    | -    | 24   | 19   |
| バイエルン・ミュンヘン | 2024-25      | 女子ブンデスリーガ       | 18     | 6        | 0        | 2        | 1        | —        | —        | 2    | 0    | 10   | 1    |
| 通算                   | 日本         | 日本                     | 3部    | 51       | 19       | 4        | 1        | 0        | 0        | 0    | 0    | 55   | 20   |
| 通算                   | スウェーデン | スウェーデン             | 1部    | 20       | 16       | 4        | 3        | 0        | 0        | 0    | 0    | 24   | 19   |
| 通算                   | ドイツ       | ドイツ                   | 1部    | 6        | 0        | 2        | 1        | 0        | 0        | 2    | 0    | 10   | 1    |
| 総通算                 | 総通算       | 総通算                   | 総通算 | 77       | 35       | 10       | 5        | 0        | 0        | 2    | 0    | 89   | 40   |

- 日本女子サッカーリーグ
  - 初出場 - 2019年6月29日 チャレンジリーグEAST 第12節 つくばFCレディース戦 (セキショウ・チャレンジスタジアム)[32]
  - 初得点 - 2021年4月11日 なでしこリーグ2部 第1節 岡山湯郷Belle戦 (時之栖スポーツセンター裾野グラウンド)[32]

- ダームアルスヴェンスカン
  - 初出場 - 2024年4月14日 第1節 ヴィットショーGIK（英語版）戦 (マルメIP（英語版）)
  - 初得点 - 2024年4月14日 第1節 ヴィットショーGIK戦 (マルメIP)

- 女子ブンデスリーガ
  - 初出場 - 2025年2月9日 第14節 TSG 1899 ホッフェンハイム（英語版）戦 (ディートマール・ホップ・シュタディオン（ドイツ語版）)

- UEFA女子チャンピオンズリーグ
  - 初出場 - 2025年3月19日 UWCL2024-25準々決勝 第1戦  オリンピック・リヨン戦 (FCバイエルン・キャンパス（ドイツ語版）)

### 代表
- 2023年11月30日 - 日本代表初出場 -  ブラジル戦 (国際親善試合、サンパウロ)
- 2024年7月28日 - 日本代表初得点 -  ブラジル戦 (2024年パリオリンピック、パリ)

#### 主な出場大会
- U-17日本女子代表
  - 2022年 - 2022 FIFA U-17女子ワールドカップ (インド大会)

- U-19日本女子代表
  - 2023年 - 2023 シュッド・レディース・カップ（英語版）

- 日本女子代表（なでしこジャパン）
  - 2024年 - 2024年パリオリンピック
  - 2025年 - 2025 シービリーブスカップ

#### 試合数
| 日本代表 | 国際Aマッチ | 国際Aマッチ |
| 年       | 出場        | 得点        |
| -------- | ----------- | ----------- |
| 2023     | 2           | 0           |
| 2024     | 6           | 2           |
| 2025     | 3           | 1           |
| 通算     | 11          | 3           |

2025年6月27日現在

#### 出場試合
| 出場試合一覧 | 出場試合一覧   | 出場試合一覧 | 出場試合一覧                                           | 出場試合一覧     | 出場試合一覧 | 出場試合一覧 | 出場試合一覧       | 出場試合一覧                           | 出場試合一覧 |
| #            | 開催日         | 開催都市     | スタジアム                                             | 対戦国           | 結果         | 交代         | 監督               | 大会                                   | 出典         |
| ------------ | -------------- | ------------ | ------------------------------------------------------ | ---------------- | ------------ | ------------ | ------------------ | -------------------------------------- | ------------ |
| 1.           | 2023年11月30日 | サンパウロ   | ネオ・キミカ・アレーナ                                 | ブラジル         | ● 3-4        | 67分         | 池田太             | 国際親善試合                           | [ 33 ]       |
| 2.           | 2023年12月3日  | サンパウロ   | エスタジオ・シーセロ・ポンペウ・ヂ・トレド             | ブラジル         | ○ 2-0        | 84分         | 池田太             | 国際親善試合                           | [ 34 ]       |
| 3.           | 2024年2月24日  | ジッダ       | プリンス・アブドゥッラー・アル・ファイサル・スタジアム | 北朝鮮           | △ 0-0        | 69分         | 池田太             | 2024年パリオリンピック・アジア最終予選 | [ 35 ]       |
| 4.           | 2024年4月6日   | アトランタ   | メルセデス・ベンツ・スタジアム                         | アメリカ合衆国   | ● 1-2        | HT分         | 池田太             | 2024 シービリーブスカップ              | [ 36 ]       |
| 5.           | 2024年6月3日   | ムルシア     | エスタディオ・ヌエバ・コンドミーナ                     | ニュージーランド | ○ 4-1        | HT分         | 池田太             | 国際親善試合                           | [ 37 ]       |
| 6.           | 2024年7月28日  | パリ         | パルク・デ・プランス                                   | ブラジル         | ○ 2-1        | 80分         | 池田太             | 2024年パリオリンピック                 | [ 38 ]       |
| 7.           | 2024年7月31日  | ナント       | スタッド・ドゥ・ラ・ボージョワール                     | ナイジェリア     | ○ 3-1        | 90+3分       | 池田太             | 2024年パリオリンピック                 | [ 39 ]       |
| 8.           | 2024年10月26日 | 東京         | 国立競技場                                             | 韓国             | ○ 4-0        | HT分         | 佐々木則夫         | MIZUHO BLUE DREAM MATCH 2024           | [ 40 ]       |
| 9.           | 2025年2月23日  | グレンデール | ステートファーム・スタジアム                           | コロンビア       | ○ 4-1        | 69分         | ニルス・ニールセン | 2025 シービリーブスカップ              | [ 41 ]       |
| 10.          | 2025年5月31日  | サンパウロ   | ネオ・キミカ・アレーナ                                 | ブラジル         | ● 1-3        | 68分         | ニルス・ニールセン | 国際親善試合                           | [ 42 ]       |
| 11.          | 2025年6月27日  | マドリード   | エスタディオ・ムニシパル・デ・ブタルケ                 | スペイン         | ● 1-3        | 62分         | ニルス・ニールセン | 国際親善試合                           | [ 43 ]       |

#### ゴール
| ゴール一覧 | ゴール一覧     | ゴール一覧   | ゴール一覧                   | ゴール一覧 | ゴール一覧 | ゴール一覧 | ゴール一覧         | ゴール一覧                | ゴール一覧 |
| #          | 開催日         | 開催都市     | スタジアム                   | 対戦国     | スコア     | 最終結果   | 監督               | 大会                      | 出典       |
| ---------- | -------------- | ------------ | ---------------------------- | ---------- | ---------- | ---------- | ------------------ | ------------------------- | ---------- |
| 1.         | 2024年7月28日  | パリ         | パルク・デ・プランス         | ブラジル   | 2-1        | ○ 2-1      | 池田太             | 2024年パリオリンピック    | [ 44 ]     |
| 2.         | 2024年10月26日 | 東京         | 国立競技場                   | 韓国       | 4-0        | ○ 4-0      | 佐々木則夫         | 国際親善試合              | [ 45 ]     |
| 3.         | 2025年2月23日  | グレンデール | ステートファーム・スタジアム | コロンビア | 1-0        | ○ 4-1      | ニルス・ニールセン | 2025 シービリーブスカップ | [ 46 ]     |

## タイトル

### クラブ
- FCローゼンゴード
  - ダームアルスヴェンスカン 1回 (2024)

- バイエルン・ミュンヘン
  - 女子ブンデスリーガ: 1回 (2024-25)
  - 女子DFBポカール: 1回 (2024-25)
  - ワールド・セブンズ・フットボール（英語版）: 1回 (2025)

### 代表
- U-19日本女子代表
  - シュッド・レディース・カップ（英語版）: 1回 (2023)

- 日本女子代表（なでしこジャパン）
  - アジア競技大会: 1回 (2023[注釈 1])
  - シービリーブスカップ: 1回 (2025)

### 個人
- FIFA U-17女子ワールドカップ
  - シルバーブーツ (最多得点)[注釈 4]: 1回 (2022)

- シュッド・レディース・カップ（英語版）
  - 大会MVP: 1回 (2023)
  - 得点王: 1回 (2023)
  - ベスト・イレブン: 1回 (2023)

- JPFA女子
  - ベストイレブン: 1回 (2023-24)

- ダームアルスヴェンスカン
  - 得点王: 1回 (2024)
  - ベスト・ミッドフィールダー: 1回 (2024)
  - ブレイクスルー・オブ・ザ・イヤー: 1回 (2024)

- ワールド・セブンズ・フットボール（英語版）
  - 大会MVP: 1回 (2025)
  - 得点王: 1回 (2025)